# Chaetodon decussatus
Chaetodon decussatus är en fiskart som beskrevs av Cuvier 1829. Chaetodon decussatus ingår i släktet Chaetodon och familjen Chaetodontidae. IUCN kategoriserar arten globalt som livskraftig. Inga underarter finns listade i Catalogue of Life.